# December Wolves
December Wolves — американський блек-метал гурт із Вілмінгтона, штат Массачусетс, заснований у 1993 році. 
Їхній перший демо-запис Wolftread з’явився в 1994 році.
Наразі гурт December Wolves випустив три альбоми та один промо-сингл. На останніх альбомах гурт рухається в більш експериментальному/індустріальному пост-блек напрямку. Зараз вони працюють над новим матеріалом.

## Дискографія

### Демо
- Wolftread (Self-Released, 1994)

### Промо сингл
- We Are Everywhere (Hammerheart Records, 1997)

### Альбоми
- Til Ten Years (Hammerheart Records, 1995)
- Completely Dehumanized (Wicked World Records, 1998)
- Blasterpiece Theatre (Earache Records, 2002)